# Patologiczny zew
Patologiczny zew – singel polskiego piosenkarza Sobla z jego debiutanckiego albumu studyjnego, zatytułowanego Pułapka na motyle. Singel został wydany 3 października 2021.
Nagranie otrzymało w Polsce status złotego singla, przekraczając liczbę 25 tysięcy sprzedanych kopii.

## Geneza utworu i historia wydania
Utwór napisali i skomponowali Szymon Sobel i Deemz, który również odpowiada za produkcję piosenki.
Singel ukazał się w formacie digital download 3 października 2021 w Polsce za pośrednictwem wytwórni płytowej Def Jam Recordings Poland w dystrybucji Universal Music Polska. Piosenka została umieszczona na debiutanckim albumie studyjnym Sobla – Pułapka na motyle.

## Teledysk
Do utworu powstał teledysk, który udostępniono 4 października 2021 za pośrednictwem serwisu YouTube.

## Certyfikaty
| Kraj          | Certyfikat  | Sprzedaż |
| ------------- | ----------- | -------- |
| Polska (ZPAV) | złota płyta | 25 000+  |